# يوكو تاوادا
يوكو تاوادا ،هي كاتبة يابانية من مواليد مدينة طوكيو يوم 23 مارس 1960 تعيش حاليًا في مدينة برلين الالمانية . وتكتب باللغتين اليابانية والألمانية. فازت تاوادا بالعديد من الجوائز الأدبية، بما في ذلك جائزة اتوتاغوا ، وجائزة تانيزاكي ، وجائزة نوما الادبية ، وجائزة ازومي كيوكا ، وجائزة كونزو للكتاب الجدد، وميدالية جوته، وجائزة كليست ، وجائزة الكتاب الوطني .